# 스타니스와프 카니아
스타니스와프 카니아(폴란드어: Stanisław Kania, 1927년 3월 8일 ~ 2020년 3월 3일)는 폴란드 인민공화국의 정치인으로 보이치에흐 야루젤스키에 의해 해임되기 전까지 폴란드 통일노동자당 중앙위원회 제1서기였다.

## 인물
브로찬카에서 태어나 18세가 되던 1944년 반나치 저항운동에 참여하였고, 1945년 독일군이 물러나고 공산주의 정권이 들어서자 폴란드 공산당에 입당하였다. 그는 공산당 청년 운동들에 관련되었고 당학교에 출석하여 1952년에 졸업하였다.
카니아는 당의 계급들에 진급해오면서 1975년 정치국의 전임 위원이 되었다. 사회와 경제의 불안이 한창이었던 1980년 9월 6일 에드바르트 기에레크의 뒤를 이어 중앙 위원회의 당 서기장에 선출되었다. 그는 당의 많은 경제적 실수를 인정하고 가톨릭 교회와 노동조합원 야당 단체와 함께 일하기를 주창하였다. 그는 당시 노동 조합 지도자 레흐 바웬사를 만났다.
그는 전임자들과 공산당이 국가 통치에 지속되기를 동의함에 불구하고, 폴란드가 소련의 독립에 실행을 설득하지 않을 것이란 납득을 절대 하지 않았다. 이것이 카니아 정권이 무너지는 원인을 가져왔으리라 한다.
1981년 10월 18일에 서기직을 사임하였다. 2020년 3월 4일 자신의 93세 생일을 5일 앞둔채 폐렴과 심근경색으로 바르샤바에서 사망하였다.